# Sven Jerring
Sven Jerring (8 de diciembre de 1895 – 27 de abril de 1979) fue un locutor radiofónico de nacionalidad sueca, conocido por trabajar casi cincuenta años como presentador y comentarista deportivo de las emisoras AB Radiotjänst y Sveriges Radio. 

## Biografía

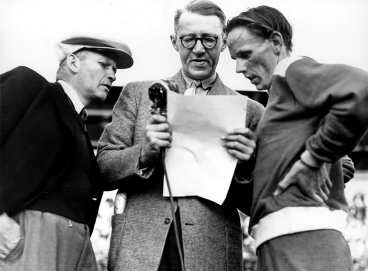
Sven Jerring (centro) y Gunder Hägg (der.)

### Primeros años
Su verdadero nombre era Sven Alfred Teodor Jonsson, y nació en el Municipio de Malung-Sälen, Suecia, siendo sus padres Alfred Jonsson, veterinario, y Anna Karlsson, y su hermano el director y actor Nils Jerring. Cuando Sven Jerring tenía once años de edad, su familia se estableció en Vadstena. 
Tras graduarse en 1915 inició su servicio militar, siendo destinado a Petrogrado, actual San Petersburgo, en 1917–1918, coincidiendo su servicio con el inicio de la Revolución de Octubre. A su regreso, cursó estudios en la Universidad de Upsala entre 1919 y 1921. Después pasó a ser periodista independiente, trabajando para el Vadstena Läns Tidning y para el Östgöta-Bladet, donde firmaba como Jerker Ring. En 1923 empezó a colaborar con la empresa Bonnier Magazines & Brands, trabajando en la publicación Allt för Alla. En ese mismo año empezó a trabajar para el programa radiofónico de la empresa, debutando ante la audiencia el 2 de diciembre de 1923.

### Radio
Cuando Sveriges Radio empezó a emitir el 1 de enero de 1925, Jerring fue su primer locutor y presentador, llegando a ser la personalidad radiofónica de mayor fama de su país, siendo conocido como el Farbror Sven (Tío Sven). Una de las actividades que le dieron fama fue la presentación anual de la carrera Vasaloppet desde el año 1925 hasta 1973.
En los años 1940 fue a menudo locutor deportivo dedicado al atletismo, comentando la progresión de atletas como Gunder Hägg, Arne Andersson y Henry Kälarne.

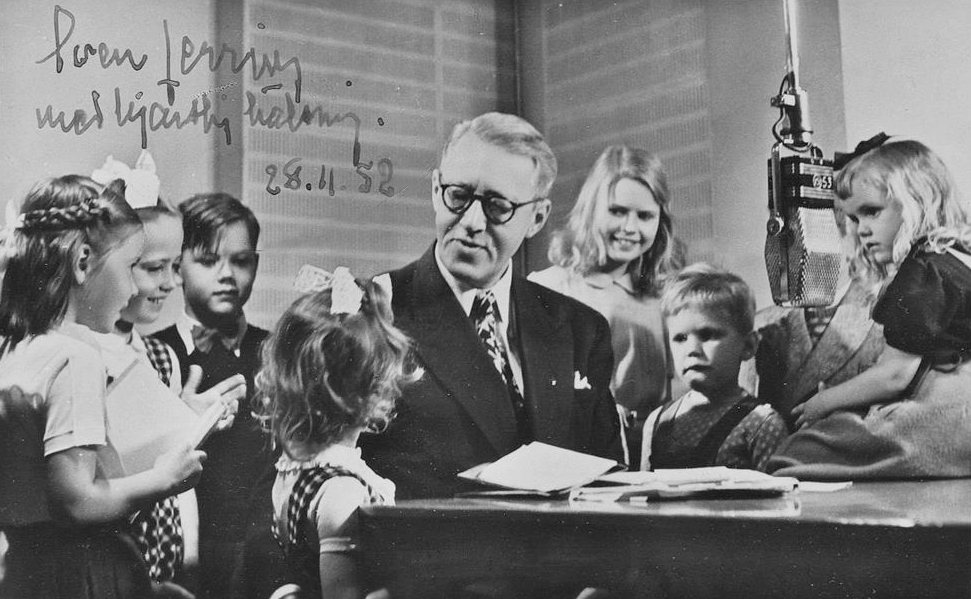
Jerring en Barnens brevlåda en 1952

El programa Barnens brevlåda, estrenado en el primer año de emisión de Sveriges Radio, en 1925, fue uno de los espacios más longevos de la historia de la radio. Tuvo un total de 1.785 emisiones, siendo la última el 11 de junio de 1972, presentada por el Farbror Sven.

### Vida personal
Sven Jerring falleció en Estocolmo, Suecia, en el año 1979, siendo enterrado en el Cementerio Norra begravningsplatsen de esa ciudad.
Entre 1929 y 1937 estuvo casado con la ilustradora de libros Yvonne Millde (1907–1963), y desde 1972 con la secretaria Barbro Wessel (1920–2007).

### Fondo y Premio Jerring

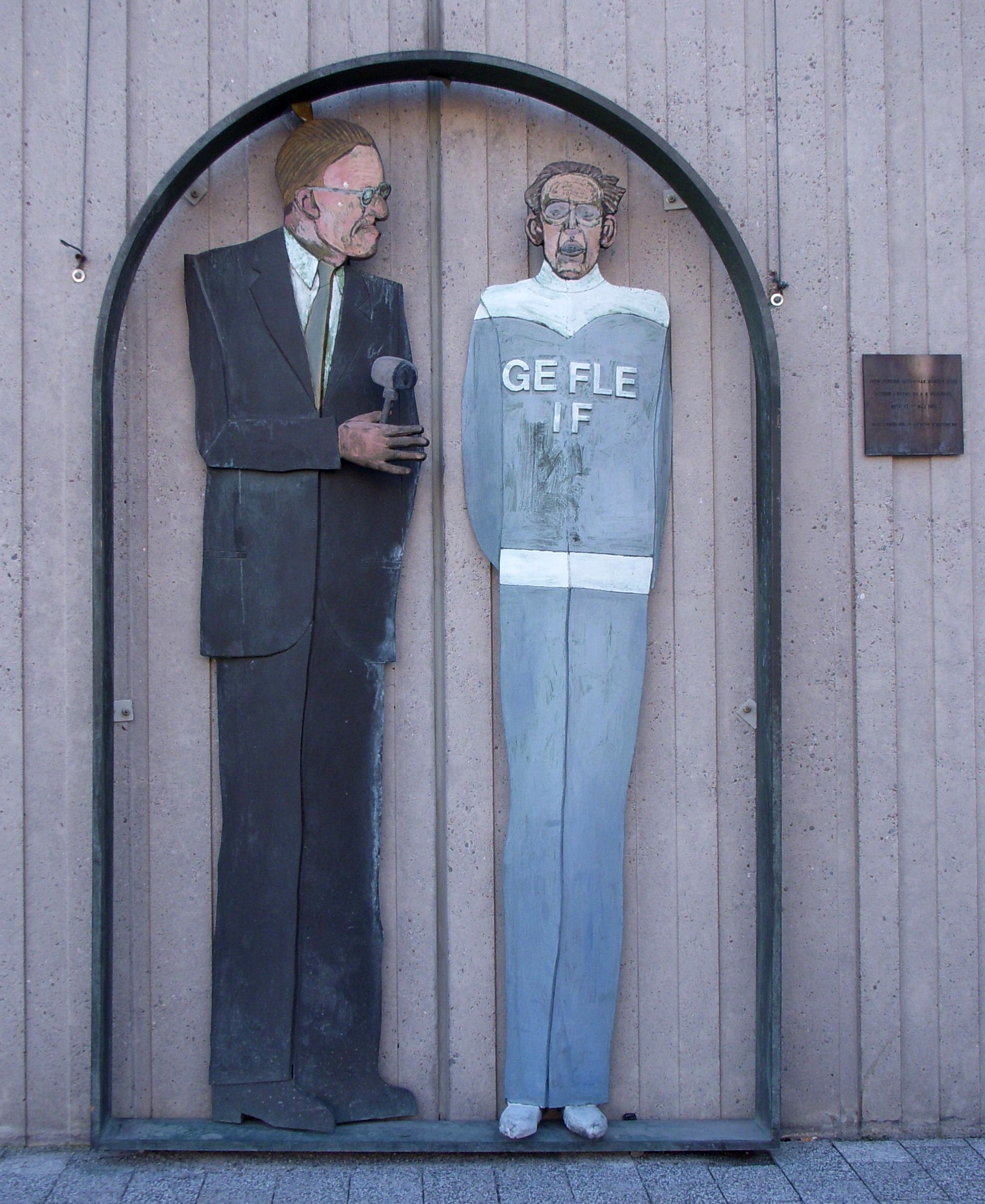
Escultura de Karl Göte Bejemark "Sven Jerring entrevistando a Gunder Hägg", fuera de Sveriges Radio

Con motivo del 60 cumpleaños de Jerring en 1965, se hizo una colecta entre amigos y colegas. Con el dinero se creó el Fondo Jerring para niños con desventajas físicas y mentales. Con el paso de los años ha crecido la cantidad de dinero aportada, invirtiéndose anualmente en forma de becas e investigación. 
Además, anualmente se concede por votación popular el Premio Jerring a un deportista destacado.